# Dunkerrin
Dunkerrin (en irlandais Dún Cairin), est un village du comté d'Offaly, en Irlande.

## Géographie
Il se situe au sud de Roscrea, près de la frontière du comté de Tipperary, sur la route R445 qui était autrefois la route principale de Dublin à Limerick. Dunkerrin est de nos jours contourné par la M7 et l'accès le plus proche est la sortie 23 à Moneygall.

## Histoire
Le village comprend les vestiges du château de Francfort qui a été construit vers 1730. Bien que maintenant démoli, les ruines demeurant sont un mur de style gothique, une entrée et des tours. 
La construction de l'église de Dunkerrin a été financée par le « Board of First Fruits » et achevée vers 1820. Il s'agit d'une église à quatre travées avec une tour à trois étages. Un montant dans le mur d'enceinte en pierre qui entoure la cour de l'église permet d'accéder au château de Francfort. Une plaque murale se lit comme suit : « Ce mur a été construit par Francis Rollestown Esq. En l'an 1757 ». 
Au carrefour de Dunkerrin se trouve une pompe à eau en fonte de la fin du XIXe siècle. 